# Dannes
Dannes (Nederlands: Dalnes) is een gemeente in het Franse departement Pas-de-Calais (regio Hauts-de-France). De plaats maakt deel uit van het arrondissement Boulogne-sur-Mer. Dannes telde op 1 januari 2022 1.317 inwoners.

## Geschiedenis
Dannes werd voor het eerst vermeld in 1026, als Villa Dalnas. De bevolking leefde lange tijd voornamelijk van de visserij en de landbouw. 
De gemeente kent eveneens een kalkgroeve met bijbehorende cementfabriek welke in 1881 in bedrijf kwam. Een deel van de groeve is tegenwoordig een natuurreservaat.
Eind 19e eeuw ontwikkelde zich in buurgemeente Camiers, tegen de grens met Dannes, een kleine badplaats, Plage Sainte-Cécile aan de kust en werd er een tramlijntje met paardentractie, de hippomobile, aangelegd om de badgasten vanaf het station naar het strand te vervoeren. In 1914, bij het begin van de Eerste Wereldoorlog, ging het lijntje buiten bedrijf.

## Geografie
De oppervlakte van Dannes bedroeg op 1 januari 2022 10,23 vierkante kilometer; de bevolkingsdichtheid was toen 128,7 inwoners per km².

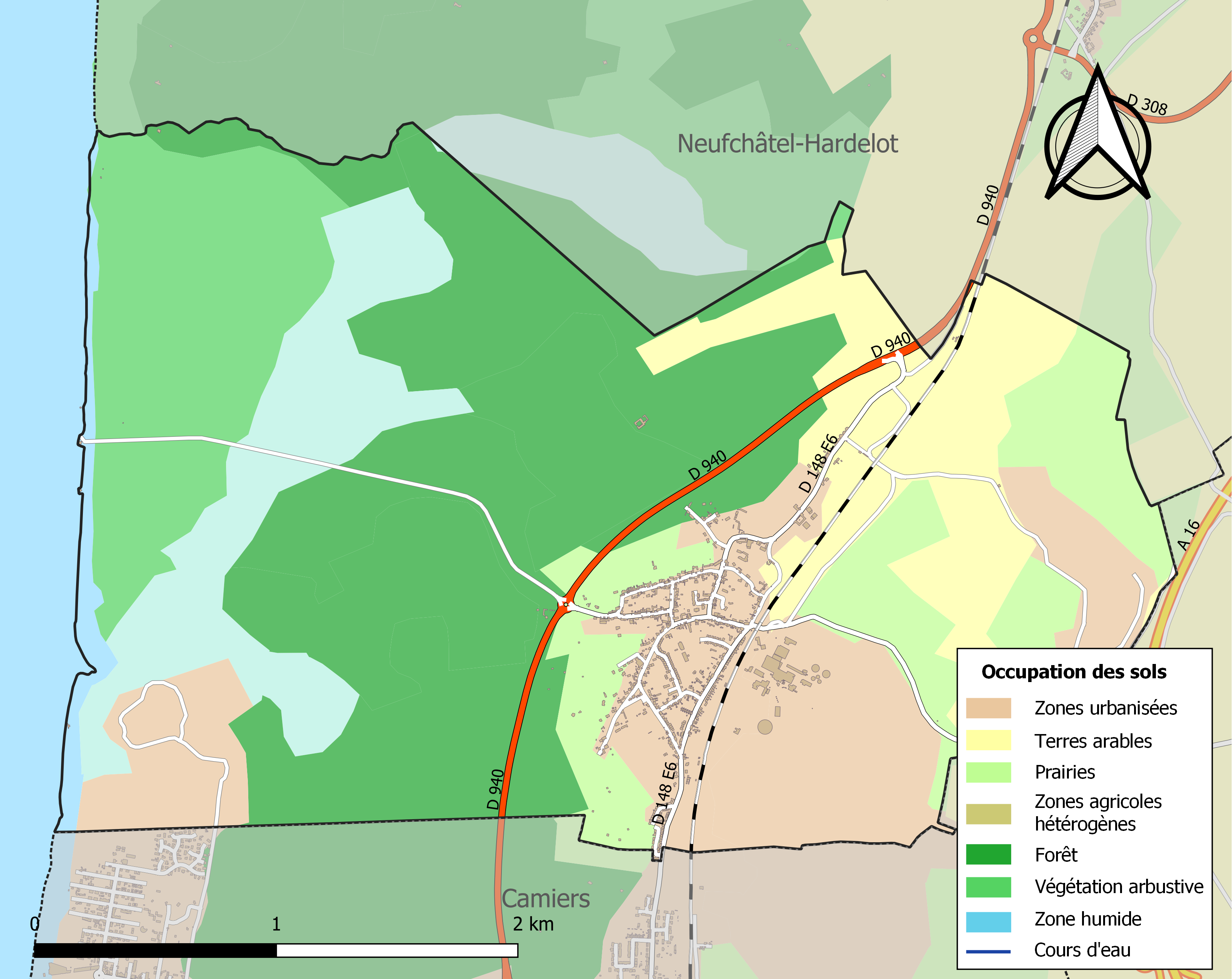
Kaart van de gemeente met belangrijkste infrastructuur, bodemgebruik en omliggende gemeenten

Dannes ligt aan de Opaalkust met in het noorden het natuurgebied Mont Saint-Frieux, een duingebied. Het platteland is van groot belang en omvat kalkgraslanden. Hier vindt men orchideeën en struweel van jeneverbes en duindoorn. Er werden 36 soorten dagvlinders aangetroffen, waaronder de vijfvlek-sint-jansvlinder en de Zygaena transalpina, een andere zeldzame Sint-Jansvlindersoort.

## Bezienswaardigheden

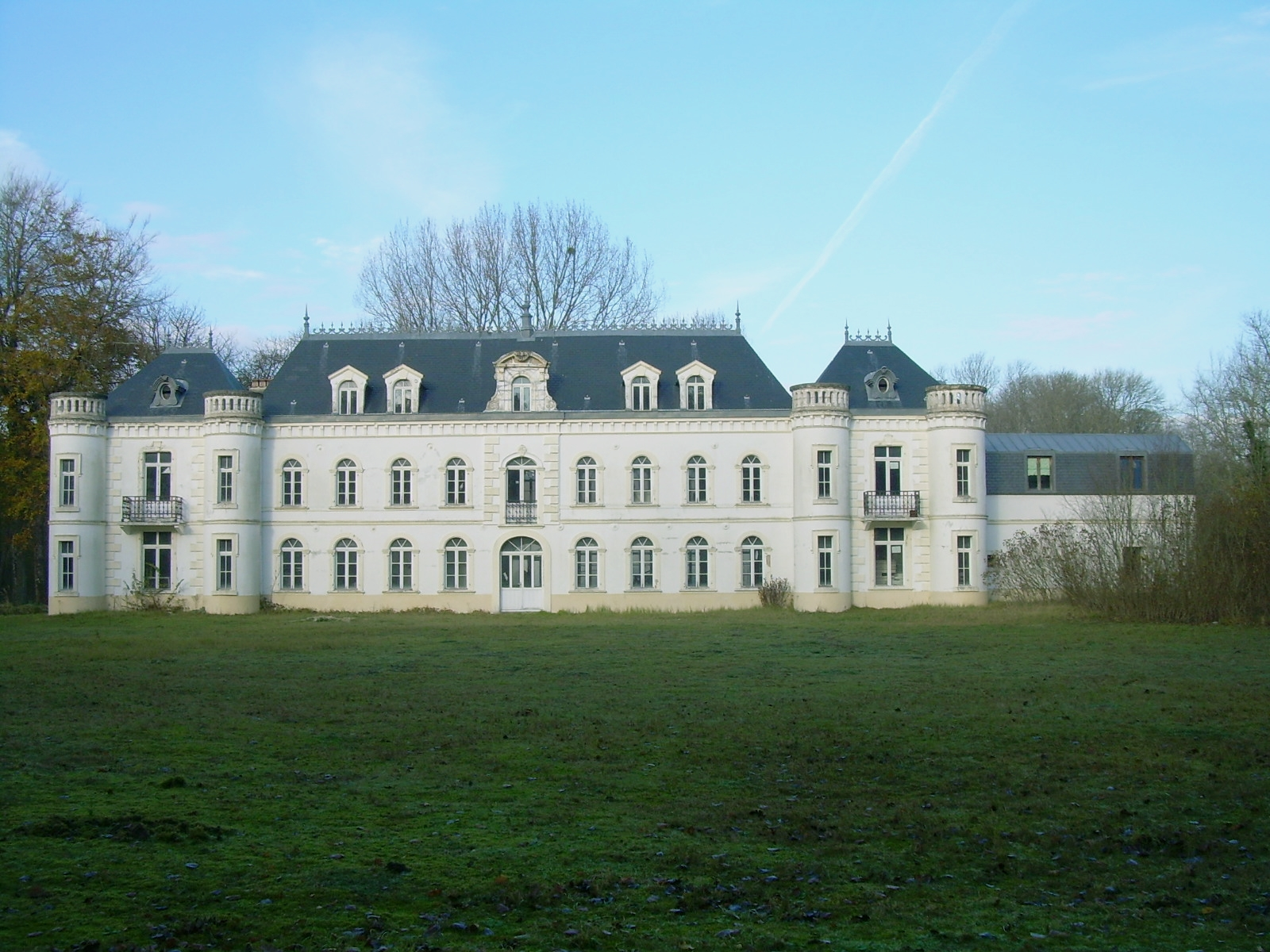
Kasteel van Dannes

- De Sint-Martinuskerk (Église Saint-Martin)
- Het Kasteel van Dannes (Château de Dannes), vroeger een jachtslot van de eigenaars van het gebied rond Mont Saint-Frieux en tegenwoordig de zetel van het Conservatoire du Littoral.
- Op de begraafplaats van Dannes bevinden zich 4 Britse militaire graven van de Tweede Wereldoorlog die worden onderhouden door de Commonwealth War Graves Commission.

## Verkeer en vervoer
In de gemeente ligt spoorwegstation Dannes-Camiers. 

## Demografie
Onderstaande figuur toont het verloop van het inwonertal (bron: INSEE-tellingen).

## Nabijgelegen kernen
Camiers, Widehem, Neufchâtel-Hardelot